# Dolichoderus erectilobus
Dolichoderus erectilobus là một loài kiến thuộc chi Dolichoderus. Loài này được Felix Santschi mô tả năm 1920, và được phát hiện tại Việt Nam và Thái Lan.

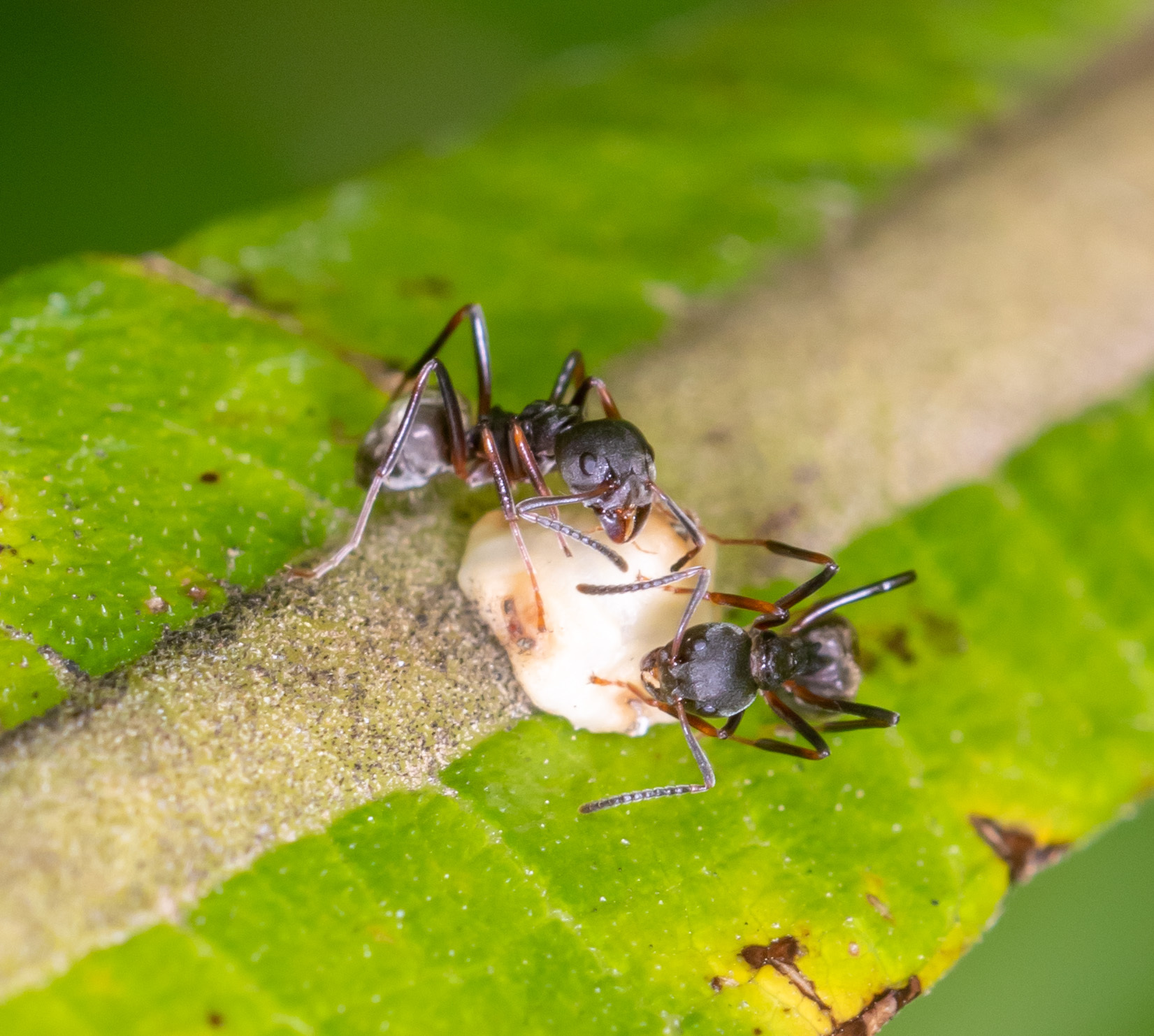
Dolichoderus erectilobus